# Râu de Mori
Râu de Mori es una comuna ubicada en el distrito de Hunedoara, Rumania.

## Superficie
Cuenta con una superficie de 386,3 kilómetros cuadrados.

## Demografía
Hasta 2021 la población era de 2991 habitantes, con una densidad de población de 7,742 habitantes por kilómetro cuadrado.